# Балаганське ТВ
Балаганське ТВ (рос. БАЛАГАНСКОЕ ЛО) — табірне відділення системи ГУЛАГ в Балаганському районі Іркутської області.
Час існування: організоване 20.05.49 (З інших джерел, Балаганське ЛО відкрито в 1943 р.);
закрите 29.04.53.

## Підпорядкування і дислокація
- «Золотопродпостач» СГУ (Спеціальне головне управління) на 01.04.52 ;
- ГУЛАГ МЮ з 02.04.53

Дислокація: Іркутська область, Балаганський р-н, с. Бірит.

## Історія
У дев'ятнадцятому столітті в Балаганську перебували винний, шкіряний, миловарний, цегельний заводи, два млини на річці Унге, було 6 церков, вісім базарів, відбувалися ярмарки. Населення за приписом Єнісейського воєводства здавна займалося поставками хліба Якутському острогу, каторгам в Читі і Нерчинську.
У 1945 році Бірит потрапив в систему ГУЛАГу. Відразу після війни сюди завезли сотню ув'язнених і вони стали зводити зону на околиці селища. Побудували бараки і огорожу з колючого дроту. Потім господарчі будівлі: пилораму, пекарню і рибний цех. Так виникла Біритська сільськогосподарська колонія.